# 권영운
권영운(1957년 6월 6일 ~ )은 대한민국의 성우이다.

## 작품
내레이션
- KBS1 이것이 인생이다
- MBC 이제는 말할 수 있다
- KBS1 역사스페셜
- KBS1 무인시대
- KBS1 동물의 왕국
- EBS1 다큐프라임

광고
- 대우통신 - 아망떼
- 현대영어사 윤선생파닉스
- 서울시청소사업부 청소사업부
- LG하우시스 - 초이스
- 하나카드 - 비자카드
- 동서식품 - 맥심커피
- 삼호물산 - 어우동
- 언론중재위원회
- 현대카드
- 파워디지털 017
- 동원F&B
- 세정그룹 - 인디안
- 한국노동교육원 - MBC노사협력캠페인
- 청구주택 - 청구아파트
- 레이디가구
- 벽산건축자재 - 벽산
- 한국UCB제약 - 지르텍
- KEC
- 고려화학 - 고려페인트, 숲으로
- 서주우유 - 서주과일요구르트
- 공익광고협의회 (첫날(라디오광고), 부모님의 마음, 동물사진, 산불, 국민화합 - 조정경기 등)
- 농심 - 새우깡
- 미원 - 쇠고기 감치미 (최란 배우의 남편 이충희 음성대역)
- 아시아나항공
- 대우자동차 - 레간자, 누비라
- 한독 - 케토톱
- 현대약품 - 미에로화이바
- 오리온 - 다이제
- 롯데네슬레코리아 (캔네스카페)
- 현대자동차 (쏘나타3, 트라제XG, 고객상담센터)
- 매일유업 (뼈로가는 칼슘분유, 뼈로가는 칼슘우유, 뼈로가는 칼슘치즈, 장에는 GG 등)
- 쌍용자동차 (렉스턴, 뉴체어맨)
- 오뚜기 (후레쉬참치)
- LG생활건강 - 뜨레아
- 대우건설
- 삼성카드
- 국민일보
- 서울은행
- 한겨레신문 - 한겨레21
- 빙그레 - 뉴면
- 귀뚜라미 - 거꾸로 타는 보일러
- 미래에셋증권
- Hy - 메치니코프
- 신한은행
- 일화 - 천연사이다
- 포스코
- 르노삼성자동차 - SM5
- 에이스침대
- 소망화장품 - 다나한
- 한국투자증권
- 나니아 연대기: 사자, 마녀, 그리고 옷장
- 천군
- 여주시청 - 여주쌀
- 현진건설 - 현진에버빌